# Abetalipoproteinämie

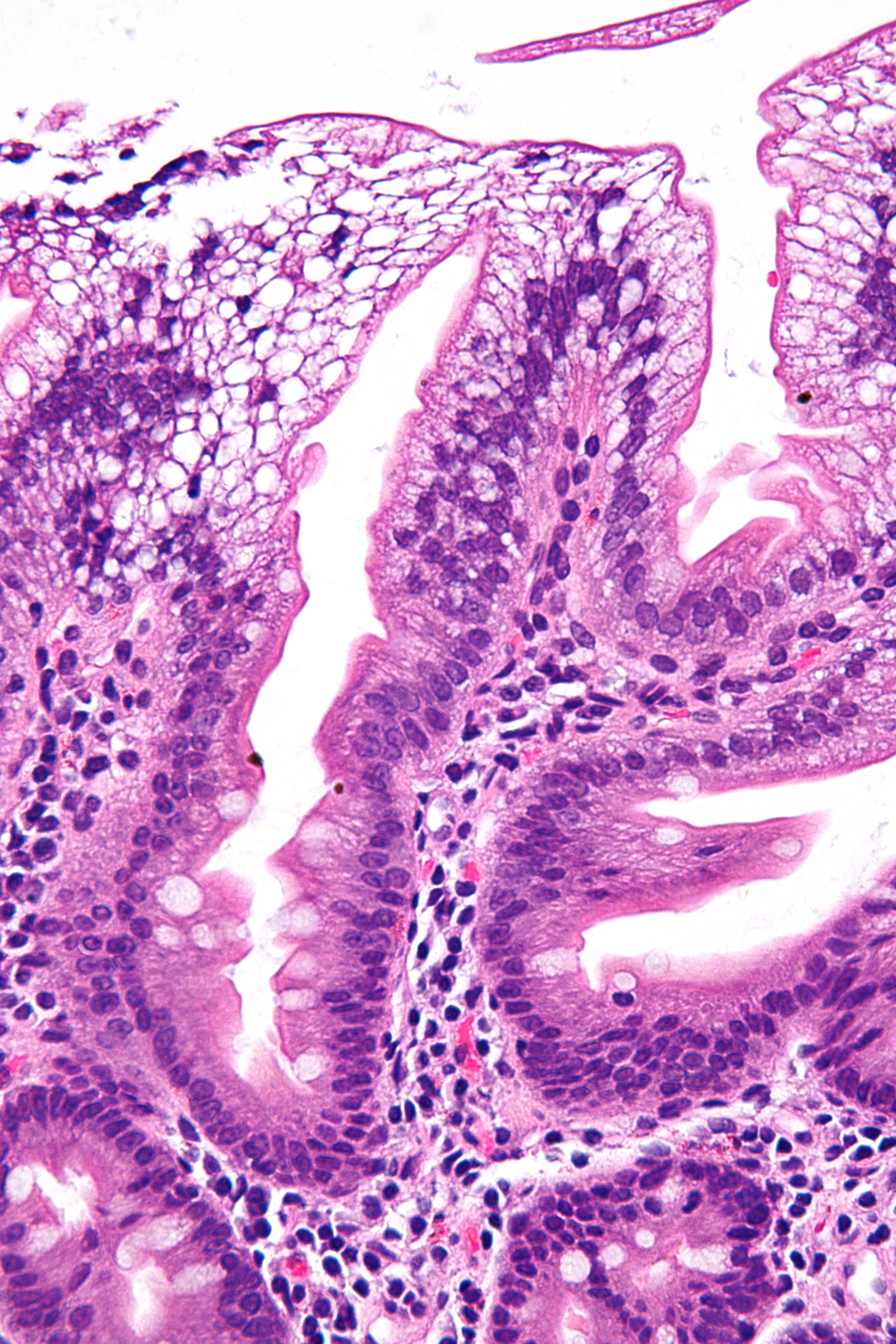
Das Mikrofoto einer Biopsie des Duodenums eines Patienten mit Abetalipoproteinämie (HE-Färbung).

Die Abetalipoproteinämie ist eine sehr seltene angeborene Stoffwechselstörung (Fettstoffwechselstörung) mit einer Hypolipoproteinämie (Verminderung von Lipoproteinen im Blut). Hierbei sind Chylomikronen (Lipoproteinpartikel), VLDL, IDL und LDL im Blutplasma stark erniedrigt.
Synonyme sind: Akanthozytose; Bassen-Kornzweig-Krankheit; Bassen-Kornzweig-Syndrom; Hypobetalipoproteinämie, familiäre homozygote
Die Namensbezeichnung bezieht sich auf die Autoren der Erstbeschreibung aus dem Jahre 1950 durch die US-amerikanischen Ärzte Frank Albert Bassen (1903 – ) und Abraham Leon Kornzweig (1900 – ).

## Verbreitung
Die Häufigkeit wird mit unter 1 zu 1.000.000 angegeben, bislang wurde über etwa 100 Betroffene berichtet. Die Vererbung erfolgt autosomal-rezessiv.

## Ursache
Ursache ist eine Mutation in einem auf Chromosom 4 Genlocus q22-q24 liegenden Gen, das für eine Untereinheit des mikrosomalen Triglycerid-Transferproteins (MTP) kodiert. Dies führt zu einem schnellen Katabolismus von Apolipoproteinen (ApoB). Das ApoB-Gen ist nicht betroffen.

## Klinische Erscheinungen
Klinische Kriterien sind:
- Manifestation schon im Neugeborenenalter
- gestörte Fettaufnahme aus dem Dünndarm mit Steatorrhoe
- Malabsorptionssyndrom
- Erbrechen, Gedeihstörung bis zur Inappetenz
- Kleinwuchs
- verschiedene, fortschreitende neurologische Symptome wie Hyporeflexie bis Areflexie, Intentionstremor und Muskelatrophie bis Paresen
- geistige Retardierung in etwa 30 %
- Retinopathia pigmentosa (Pigmentdegeneration der Netzhaut)
- Tapetoretinale Degeneration
- Myokardfibrose, Arrhythmie
- Kyphoskoliose, Hohlfuß

## Diagnose
Bei der Labordiagnostik lassen sich Bildung von Echinozyten und Akanthozyten nachweisen, Verminderung von Cholesterin (Hypocholesterinämie), von Triglyceriden (Hypogtriglyceridämie), von Phosphatiden (Hypophophatidämie) und Fehlen der Chylomikronen feststellen.

## Differentialdiagnose
Abzugrenzen sind Stoffwechselkrankheiten mit Steatose der Leber und/oder Hepatomegalie, atypisch verlaufende Krankheiten des zentralen und peripheren Nervensystems und andere Ursachen einer Hypercholesterinämie. Auch die Chorea-Akanthozytose ist abzugrenzen.